# Christoph Matthäus Pfaff
Christoph Matthäus Pfaff (Stoccarda, 25 dicembre 1686 – Gießen, 19 novembre 1760) è stato un teologo tedesco.

## Biografia
Il più antico capostipite conosciuto della famiglia paterna è il calderaio di Aarau Caspar Pfaff: suo figlio Wilhelm Pfaff fu amministratore di corte a Urach, suo nipote Johann Pfaff fu sovrintendente a Urach e abate a Königsbronn durante la guerra dei trent'anni, il suo pronipote Johann Wilhelm Pfaff (1612 ca.-1662) fu parroco dal 1649 a Pfullingen e successivamente sovrintendente a Göppingen; dal matrimonio di questi con Anna Katharina Eislinger (1629-1703) nacque Johann Christoph Pfaff (1651-1720), padre di Christoph Matthäus Pfaff.
Il più antico capostipite del ramo materno invece è Matthäus Alber (1495-1570), il quale ebbe un pronipote di nome Matthäus Alber (1628-1669), prelato ad Adelberg, Murrhardt e Hirsau, che sposò Anna Maria Ergenzinger (1649-1719): dall'unione nacque Anna Maria Alber (1668-1733), madre di Christoph Matthäus Pfaff.
Fratello minore di Johanna Pfaff, che più avanti sposerà Johann Christian Klemm, frequentò le scuole di latino a Stoccarda e a Tubinga e dal 1699 al 1704 studiò filosofia e teologia all'Università di Tubinga: nel 1700 ricevette una borsa di studio dalla Tübinger Stift. Dal 1706 al 1709 poté godere di un viaggio di studio tra quasi tutta la Germania, la Danimarca, i Paesi Bassi e l'Inghilterra. Tra il 1709 e il 1716 accompagnò Federico Luigi di Württemberg a Torino, L'Aia, nelle Fiandre e a Parigi.
Nel 1715 curò la pubblicazione di presunti frammenti ritrovati, che in realtà lui stesso aveva falsificato, degli scritti di Ireneo di Lione. Il primo novembre 1717 conseguì il dottorato in teologia, il che gli permise di ottenere una cattedra a Tubinga. Nel 1720 succedette al proprio maestro Johann Wolfgang Jäger in qualità di cancelliere, primo professore della Facoltà di teologia e prevosto della collegiata. Nel 1724 venne nominato conte palatino imperiale, nel 1727 abate del monastero di Lorch e nel 1731 membro dell'Accademia delle scienze di Berlino.
Nel 1756 fu chiamato a lavorare dall'Università di Gießen come professore di teologia; cancelliere dell'Università, fu inoltre nominato sovrintendente generale del Langraviato d'Assia-Darmstadt.

## Opere
- Christoph Matthäus Pfaff, Juris ecclesiastici libri quinque, 1732.
- Christoph Matthäus Pfaff, De Eo, Quod Justum Est Circa Iterationem Baptismi, 1739.
- Christoph Matthäus Pfaff, Einleitung in die dogmatische Theologie, 1747.